# 瓦杜加帕蒂
瓦杜加帕蒂（Vadugapatti），是印度泰米尔纳德邦Erode县的一个城镇。总人口10919（2001年）。

## 人口
该地2001年总人口10919人，其中男性5431人，女性5488人；0—6岁人口908人，其中男445人，女463人；识字率57.86%，其中男性为66.47%，女性为49.34%。